# Enguerrand IV de Coucy
Pour les articles homonymes, voir Enguerrand de Coucy.
Enguerrand IV de Coucy, né vers 1228 et mort en 1310, est vicomte de Meaux, sire de Coucy, seigneur de Montmirail et de Crèvecœur, d'Oisy, de Marle, de La Fère, de Crépy et de Vervins.

## Biographie

Armes des sires de Coucy.

Fils cadet d'Enguerrand III et de Marie de Montmirail, il devient seigneur de Coucy à la mort de son frère Raoul II survenue le 6 avril 1250 lors de la bataille de Fariskur, en Égypte au cours de la septième croisade.
Second fils de Marie de Montmirail, c'est un homme rustre et violent. Il fait pendre sans jugement trois jouvenceaux flamands, qui avaient été surpris chassant clandestinement dans la forêt de Coucy. Cet évènement mène à « l'affaire du Sire du Coucy ». Arrêté sur ordres du roi Saint Louis, il fut amené au château du Louvre pour y répondre de cet acte de cruelle autorité, devant le roi et les grands du royaume. Les parents et alliés d’Enguerrand se retirèrent sans vouloir se prononcer et le roi, resté seul, pardonna, à condition que pour réparation de sa faute, Enguerrand fasse des fondations pieuses et paierait la somme de 10 000 livres parisis (1 livre parisis = 1,25 livre tournois, 1 livre parisis équivaut à 8,27 g d'or fin, 10 000 livres parisis valent à peu près 285 000 francs or) ; cette somme fut employée à construire l’hôpital de Pontoise, le cloître et les écoles des Dominicains de la rue Saint-Jacques et l’église des Cordeliers de Paris. Il fut aussi condamné à servir quelque temps, à ses dépens, en Terre sainte, mais fut dispensé de cette promesse par Raoul II de Cierrey, évêque d’Évreux, qui avait reçu pouvoir du pape, à charge néanmoins de payer encore 12 000 livres. Il fut forcé de vendre de riches domaines, ce qui diminua l’importance de la seigneurie de Montmirail.
Enguerrand se marie avec Marguerite, la fille du comte Otton II de Gueldre († 1271) et de Marguerite de Clèves († 1251), mais il n'a pas d'enfant de ce premier mariage.
Devenu veuf, il se remarie en 1288 avec Jeanne de Flandre, fille aînée de Robert de Béthune, comte de Flandre, et de Yolande de Bourgogne († 1280), comtesse de Nevers, et sœur de Robert de Cassel.
Il meurt en 1310 et est inhumé en l'abbaye Notre-Dame de Longpont auprès de Marie de Montmirail et d'Oisy, sa mère et de Jean de Montmirail, son grand-père.
Quelque temps après la mort de son époux, Jeanne se retire en l'abbaye cistercienne du Sauvoir, au pied de la montagne de Laon, et elle y meurt abbesse, le 15 octobre 1334.
Enguerrand IV ne laissant point d'héritier, la puissante seigneurie de Coucy passe alors entre les mains de son neveu Enguerrand V. Ce dernier, fils d'Arnould III de Guînes et d'Alix de Coucy, est le premier représentant de la seconde maison de Coucy. Lui-même et son fils, Guillaume Ier, sont quasiment inconnus en dehors de quelques mentions dans des textes officiels.